# Prus (herb szlachecki)
Prus I również Turzyma – polski herb szlachecki.

## Opis herbu
W polu czerwonym półtora krzyża srebrnego. Na hełmie ręka zbrojna z mieczem w łokciu zgięta. Herb używany przez ród heraldyczny Prus.

## Geneza rodu heraldycznego Prus
Protoplastami rodu byli dwaj pruscy bracia Windyka i Obizor wymienieni w przywileju książąt mazowieckich Siemowita III i Kazimierza I z 1 października 1345 roku, którzy wnukom owych braci potwierdzili m.in. prawo nieodpowiednie (ius non responsivum), wyłączające uprzywilejowanych spod jurysdykcji urzędników książęcych i poddające ich wyłącznie jurysdykcji księcia . Bracia ci wyemigrowali z Prus najprawdopodobniej w związku z klęską II powstania pruskiego, przybywając na Mazowsze w okolicach roku 1270, a rzecz odbyła się w ramach szerszego zjawiska XIII-wiecznej emigracji pruskiej związanej z podbojem Prus przez krzyżaków i krzyżowców. Są przesłanki by sądzić, że byli wityngami z Sambii. Pierwotne nadania otrzymali najpewniej od współrządzących w latach 1264–1275 dzielnicą mazowiecką książąt Bolesława II i Konrada II w okolicach Grójca, Tarczyna i Warszawy.
Z czasem przywilej książęcy z 1345 roku nabrał charakteru przywileju rodowego i nazywany był w dokumentach sądowych prawem pruskim (ius Prussorum, ius Prutinicum, ius Prusitarum, iure Prussorum, iure Pruskye, Pruschow pravo), na które przedstawiciele rodu Prus często się powoływali . Prawdopodobnie w drugiej połowie XIV wieku rozpoczął się proces stopniowego włączania się do rodu Windyki i Obizora kolejnych przedstawicieli innego rodu pruskiego (być może sudowskiego) pochodzenia wywodzącego się od niejakiego Rukały (możliwe, że jeńca wojennego z okresu I powstania pruskiego, w którym uczestniczyły wojska mazowieckie i sudowskie) wzmiankowanego w dokumencie księcia mazowieckiego Bolesława I z roku 1250, a którego potomkowie posiadali dziedziny w okolicach Wyszogrodu i Płocka  .
Chcąc korzystać z prawa pruskiego kolejni przedstawiciele rodu Rukały dołączali do przywileju wnuków Windyki i Obizora z roku 1345 wykorzystując do tego ówczesne luki prawne. Niewykluczone, że z tych luk skorzystali także przedstawiciele innych rodów pruskiego pochodzenia, ale w żadnym razie nie można mówić o masowej skali tego zjawiska, a zatem w skład rodu heraldycznego Prus weszło w średniowieczu co najwyżej kilka rodów genealogicznych. W drugiej połowie XV wieku do rodu heraldycznego Prus dołączyli małopolscy Turzynici (według średniowiecznej tradycji krewni św. Stanisława ze Szczepanowa), którzy nie byli pruskiego pochodzenia.
W wieku XVI, w okresie powszechnego wykształcania się szlacheckich nazwisk odmiejscowych, w ramach rodu heraldycznego Prus powstało szereg rodów gniazdowych pieczętujących się herbem Prus. Na przełomie średniowiecza i epoki nowożytnej herbowni Prusa najliczniej występowali na Mazowszu, a w dalszej kolejności na Podlasiu i w ziemi łęczycko-sieradzkiej oraz w ziemi krakowskiej (Turzynici) . Z bardzo daleko idącą ostrożnością należy się odnosić do informacji dotyczących przynależności herbowej poszczególnych rodów gniazdowych, w tym herbownych Prusa, zawartych w herbarzach i XIX-wiecznych legitymacjach szlacheckich, albowiem jest w nich dużo błędów, które są efektami pomyłek i fałszerstw. Pamiętać również trzeba, że odmian herbu Prus było więcej niż trzy najbardziej znane, a i samo pojęcie odmiany ma charakter umowny, albowiem na przykład herb Wilczekosy (Prus II) był de facto osobnym herbem innego rodu, który wszedł w skład rodu heraldycznego Prus .

## Herbowni
Lista nazwisk rodów szlacheckich pieczętujących się herbem Prus z Herbarza polskiego od średniowiecza do XX wieku Tadeusza Gajla:
Albrychowicz, Andrzejewski, Andrzejowski, Augustowski.
Baldowski, Bałdowski, Basowicz, Bednarowski, Bednarski, Bednawski, Bereźnicki, Białochowski, Białyszewski, Biesiadecki, Biestrzykowski, Bluszczyński, Błoński, Bodusławski, Bogdański, Bogurski, Bogusławski, Bolanczski, Boniecki, Bońkowski, Borowski, Brodacki, Brzeński, Bugajski, Bugayski, Butwił, Butwiłowicz, Bysbram, Bystroń.
Chladowski, Chocewicz, Chodaszewicz, Chomentowski, Chomętowski, Chrzanowski, Chwałkowski, Cianowski, Ciągliński, Cieszym, Cieszymowski, Cygański, Cytowicz, Czaczkowski v. Cackowski.
Dąbrowski, Długojewski, Długojowski, Dobrocieski, Dorohiński, Drogot, Drotkiewicz, Drozdowski, Druszkowski, Durzycki, Dymitrowski, Dzierliński, Dzierżek.
Fastowicz, Faszcza, Faszczewski, Frankowski, Frycowski.
Gałecki, Garlicki, Gawłowicki, Gębicki, Gladowicki, Gładowski, Głowacki, Głuchowski, Gniewiewski, Gnowski, Gonowski, Gorny, Gostyński, Goworowski, Grabkowski, Groblewski, Grochowalski, Grot, Grzybowski, Grzymisławski, Guda, Gumowski, Gunicki, Gurkowski.
Hladowicki, Hurba, Hurkowski
Jabłonowski, Jabłoszewski, Janowski, Jaras, Jarnutowski, Jaroszewicz, Jaszczewski, Jerzowski, Jezierski, Jeżowski, Juchna, Juchnowski, Julewski, Jurecki.
Kaczkowski, Kączkowski, Kamiński, Kełpsz, Kierdanowski, Kierdwanowski, Klecki, Klicki, Kliczkowski, Kliks, Klobar, Kobierski, Kobieski, Kobyliński, Kodziełł, Kołomyjski, Kondracki, Korcicki, Korczewski, Kordek, Korgowd, Korowicki v. Kurowicki, Korulski, Korycki, Kostecki, Kowieski, Kowalowski, Koźliński, Krasnosielski, Krasnowiecki, Krępiński v. Krępski, Krzyszkowski, Krzywokolski, Krzywokulski, Krzyżakowski, Krzyżankowski, Krzyżewski, Kumelski, Kurczyński, Kwaczyński.
Lisicki, Lisiecki.
Łaszkowski, Łaś, Łatkiewicz, Łatkowicz, Łatyński, Łaźniewski, Łącki, Łątkiewicz, Łososiński.
Maciński, Manowski, Markold, Michalczewski, Michalewicz, Mierzwiński, Miłkowski, Miński, Miszkiel, Mitkiewicz, Mitkowicz, Młyński, Mniszewski, Mocarski, Mokrzewski, Monastyrski, Morelowski, Motowidło, Mroczek, Mroczkowski, Mrozowski, Mruk, Mścichowski, Myk, Myck.
Nadolski, Nakwaski, Napierkowski, Napiórkowski, Nejman, Niedzielski, Nidziński, Nielepiec, Nielipowicz, Niemczynowicz, Niemczynowski, Niewiadomski z odm., Noniewicz, Noreyko, Nowakowski, Nossakowski.
Obrycki, Obrzycki, Ogilba, Ogrodzieński, Ogrodziński, Olszewski, Olszowski z Olszowy, Opacki, Opolski, Opalenicki, Opaleniecki, Orło, Ormieński, Ormiński, Orzeł, Orzyłowski, Orzełowski, Ossowski, Ostrowski, Otocki, Otto.
Pajewski, Padkowski, Pakosz, Patkowski, Patocki, Pecner, Petrulewicz, Petrusiewicz, Petryczyn, Pielgrzymowski, Pietrusewicz, Pikuz, Pilski, Piotrowski, Piszczatowski, Plewiński, Płoniański, Płonka, Płonowski, Płoński, Płoski, Płowski, Pogorzelski, Polikowski, Połomski, Polkowski, Porembiński, Porębiński, Potoczyński, Prus, Prusewicz, Prusiecki, Pruski, Pruss, Pruś, Pruszanowski, Pruszewski, Przechadzki, Przechocki, Przechowski, Przewłocki, Przewski, Przezdziecki, Przeździecki, Puryszka, Puryszko, Puzyrowicz.
Raciborowski, Raczkowski, Radecki, Radomiński, Radwański, Radziątkowski, Radziecki, Raszpiński, Reszkowski, Reymer, Robkowski, Rodowicz, Rodzianko, Rokotowski, Rosochacki, Rosołowski, Rożanka, Różanka, Rudobielski, Rudowski, Rudnicki, Rudziński, Ruwski, Rzeczkowski, Rzeszek.
Sas, Siedlecki, Skarga, Skarzeszowski, Skomorowski, Skowron, Skrodzki, Sławek, Słubic, Słubicki, Smolikowski, Smorawski, Snarowski, Sobiecki, Sochaczewski, Spinecki, Spinek, Stelągowski v. Stelęgowski, Stępkowski, Stradomski, Strząłkowski, Strowski, Strzelecki, Strzempieński, Strzempiński, Studziński, Stypiński, Suszewski, Szamowski, Szczepanowski, Szepczyński, Szepeciński, Szepeczyński, Szmorawski, Szpinek, Szumanczowski, Szumańczewski, Szumańczowski, Szybalski, Szymanczewski.
Ślepczyc, Ślepikowski, Ślepkowski, Świder, Świerczkowski, Świętochowski
Tabaszewski, Tabaszowski, Tobaszowski, Tolstecki, Tołstecki, Trembecki, Trembicki, Trębicki, Truskawski, Turkowski, Turzyński.
Urbanowski.
Werecki, Wieczffiński, Wierzbicki, Wierzbięta, Wiewiorowski, Więckowski, Wilkoszowski, Windyk alias Wittyg, Wiszniewski, Wiszniowski, Wiśniewski, Wiśniowski, Wittyg, Wokulski, Wołkowiński, Wołowski, Wolski, Wrocz, Wrotnowski, Wrzępski Wysłobocki.
Zadzimirski, Zagorowski, Zajączkowski, Zajączek, Zajkowski, Zalęski, Załęski, Załęski Ślubicz, Zarapaty, Zbierzyński, Zbirzyński, Zdrodowski, Zegadło, Zglenicki, Zglinicki, Zieliński, Zorakowski.
Żabka, Żukowski.